# Элефантинские папирусы
Элефантинские папирусы — название официальных документов и деловых писем, а также частной переписки иудеев, направленных царём Манассией на помощь фараону Псамметиху и расквартированных тем у пределов Нубии, на острове Элефантина. Большая часть документов составлена на арамейском языке.
Архив элефантинского гарнизона сохранился благодаря засушливому климату Нижнего Египта. Документы охватывают период с 495 по 399 г. до н. э. Они были обнаружены немецкими исследователями в конце XIX века и публиковались с 1906 по 1953 гг. Особенный интерес представляет письмо 419 г. до н. э., содержащее предписания относительно празднования песаха.
Пожалуй, наиболее сенсационные материалы элефантинских папирусов касаются существования в Элефантине особого Храма, в котором местные евреи чтили не только Яхве, но и прочих богов, включая ханаанскую Анат. Этот храм был впоследствии разрушен египтянами. С многобожием египетских иудеев следует связать некоторые обличения пророка Иеремии (44:7 сл.)